# Basílica de San Jaime Apóstol
La basílica de San Jaime Apóstol es una iglesia construida entre 1550 y 1582 por Domingo Gamieta, contando con la colaboración de Juan de Alicante y Juan Matalí. El templo y su entorno fueron propuestos y catalogados como Bien de Interés Cultural, en la categoría de monumento, por su gran riqueza histórica y arquitectónica en 1980.
El templo presenta planta rectangular de una sola nave con capillas, entre pequeños contrafuertes, comunicadas entre sí. Está dividida en cinco tramos cubiertos con bóvedas nervadas y presenta una cabecera poligonal de cinco lados cubierta con una bóveda estrellada. El acceso a la iglesia se realiza por el lado del evangelio. A los pies de la iglesia, y perpendicularmente a su eje, se encuentra la capilla de la Comunión. Parece ser que fue la primitiva iglesia para la que se contrató en 1423 al pintor Gonzalo Pérez. Esta capilla está comunicada con la iglesia mediante tres arcos que se abren en el lado del Evangelio. Ha tenido diferentes intervenciones a lo largo del tiempo.

A comienzos del siglo XVIII se añadió un revestimiento barroco; a finales del mismo siglo se realizaron nuevas intervenciones en los elementos decorativos neoclásicos. Cabe destacar la portada renacentista de la iglesia con un primer cuerpo que sigue el esquema de arco de triunfo con columnas pareadas entre las que se sitúan hornacinas. El segundo cuerpo presenta tres hornacinas entre columnas corintias de fuste estriado y rematado por un frontón curvo. En la parte superior de la portada se encuentra el escudo de la villa. La torre campanario está situada sobre el acceso. 

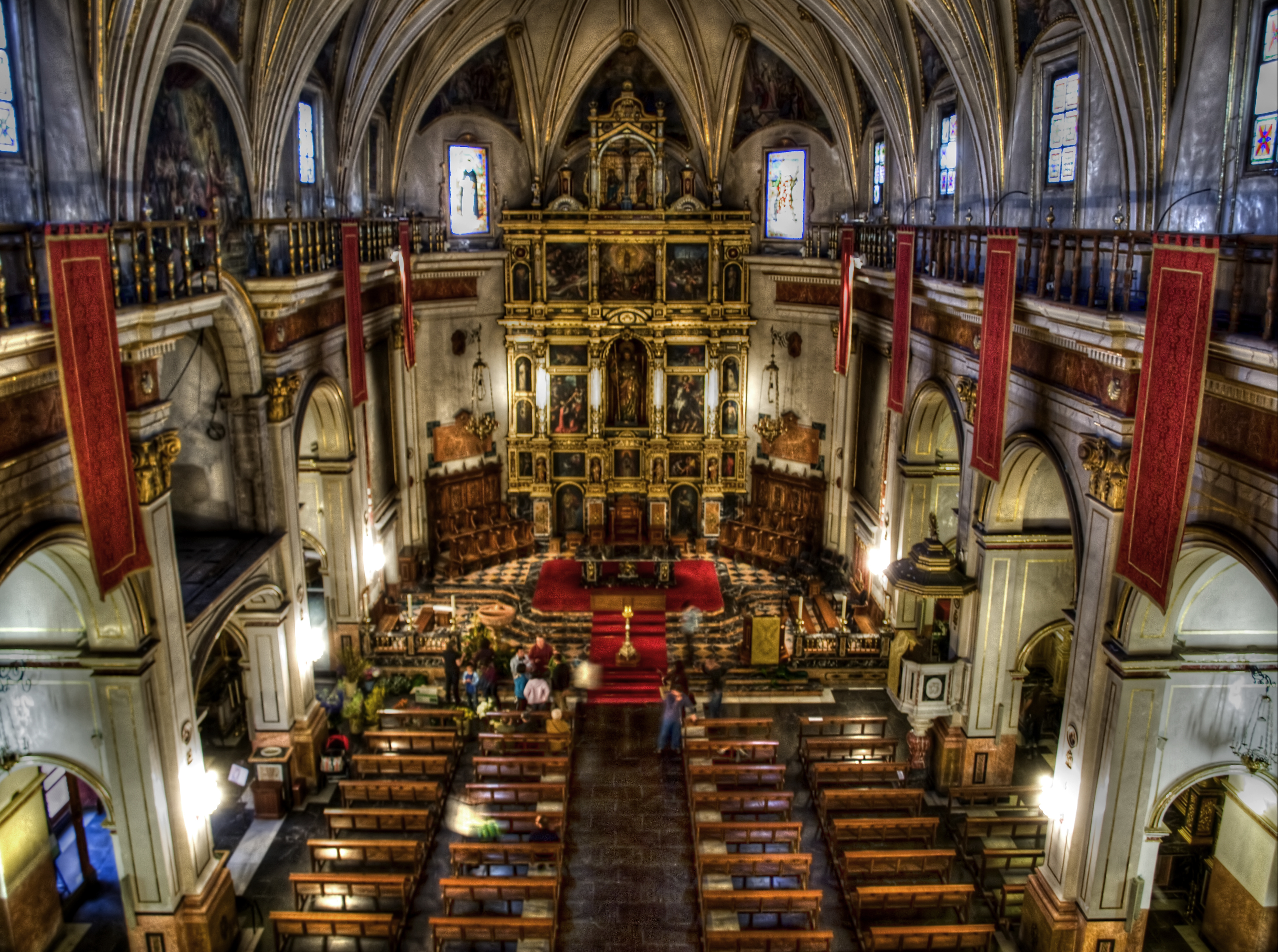
Vista interior.

 Está asentada sobre los contrafuertes que flanquean la portada y en los que recae el arco de descarga que hay sobre la misma. Realizada en 1703 el remate presenta unos elementos decorativos que parecen ser posteriores. La fábrica exterior es de mampostería, sillarejo, sillares y ladrillo.
Se dice que esta basílica soporta su campanario sin pilares. Lo que la hace realmente especial. Una pequeña inclinación es perceptible en la actualidad.